# Unione Sportiva Alessandrina
L'Unione Sportiva Alessandrina fu una squadra calcistica di Alessandria, attiva tra il 1916 e il 1920.

## Storia

### 1916-1919: L'attività amatoriale
La squadra nacque nel 1916, in piena Grande Guerra, in virtù della momentanea sospensione dell'attività dell'Alessandria Foot Ball Club, dovuta al massiccio coinvolgimento di dirigenti e tecnici nello sforzo bellico. Fondata per iniziativa del barista-allenatore Ugo Milano, raccolse inizialmente calciatori o appassionati scampati alla chiamata alle armi, oppure militari in licenza o di stanza in Alessandria; la divisa era grigia, caratterizzata da una stella rossa sul petto, e le partite (inizialmente gare occasionali a scopo di beneficenza) venivano giocate sul piccolo campo del quartiere Cristo.
Malgrado lo scarso potenziale economico la squadra grigiostellata seppe catalizzare l'attenzione degli sportivi alessandrini, in particolare grazie alla vittoria della Coppa Bossi (Novara, febbraio 1917) contro compagini di più antica tradizione quali Novara, Pro Patria, Legnano e Pastore; di quella squadra facevano parte anche Clemente Morando e Adolfo Baloncieri. Nel 1918 entrarono nella compagine anche Carlo Carcano e Giuseppe Ticozzelli; nel corso delle amichevoli vestirono episodicamente la maglia del giovane sodalizio anche calciatori del Torino (Bachmann, Boggio), della Juventus (Mattea, uno dei fratelli Marchi) e del Genoa (Sardi).

### 1919-1920: la partecipazione al campionato nazionale
L'ascesa del sodalizio fu frenata, nei primi mesi del 1919, dalla ripresa delle attività dell'Alessandria FBC di Brezzi e Rangone, con il conseguente ritorno in maglia grigia dei calciatori che già avevano militato, prima della guerra, in quella squadra. Questo provocò astio tra i rappresentanti delle due società, che rifiutarono l'idea di una fusione e s'iscrissero entrambe al campionato di Prima Categoria 1919-1920; l'Alessandrina adottò per l'attività ufficiale una maglia bianca con striscia rossa.
Il campionato fu avaro di soddisfazioni per la giovane compagine di Ugo Milano; inserito in un girone impegnativo, dominato da Pro Vercelli, Juventus e Torino, il sodalizio chiuse all'ultimo posto e retrocesse in Promozione dopo uno spareggio perso a Novara contro l'Amatori Giuoco Calcio di Torino, l'8 febbraio 1920.
Il 25 gennaio 1920 era stato giocato in amichevole l'unico derby tra le due compagini alessandrine; vinsero i grigi del FBC per 2-0, con doppietta dell'"ex" Baloncieri.

### Le ultime gare e la fusione con il FBC
Ultima iniziativa di Ugo Milano fu l'organizzazione di un torneo, patrocinato dal giornale torinese Il Paese Sportivo, tra le squadre eliminate dalle semifinali, giocato sul Campo al Cristo.
Nel frattempo i dirigenti biancorossi si erano convinti ad accettare la proposta di fusione caldeggiata dall'Alessandria FBC. L'annuncio fu dato l'11 aprile 1920, al termine di un'assemblea pubblica convocata presso il Teatro Municipale che deliberò la creazione dell'Alessandria Unione Sportiva.
All'Alessandrina fu concesso per il giorno 12 di giocare sul campo degli Orti la finale del torneo Paese Sportivo, persa per 0-3 contro il Pastore. Risulta che abbia giocato la sua ultima amichevole il 29 di quello stesso mese, sul campo della Cremonese, perdendo 0-4.